# Thomas H. Cook
Thomas H. Cook, född 19 september 1947 i Fort Payne i Alabama, är en amerikansk författare.